# Concevreux
Concevreux település Franciaországban, Aisne megyében. Lakosainak száma 260 fő (2022. január 1.). Concevreux Chaudardes, Cuiry-lès-Chaudardes, Maizy, Meurival, Muscourt, Pontavert, Roucy, Ventelay, Beaurieux és Cormicy községekkel határos.

## Népesség
A település népességének változása:
| Lakosok száma | 170  | 152  | 159  | 244  | 263  | 285  | 278  | 267  | 262  | 260  |
|               | 1968 | 1982 | 1990 | 2006 | 2011 | 2016 | 2017 | 2019 | 2020 | 2022 |